# Adoratori d'Ehecatl
L'adoratori d'Ehecatl és una estructura circular composta per cinc adoratoris superposats que fou trobada entre 1967 i 1970 durant els treballs d'excavació per a la construcció de l'estació del metro Pi Suárez, a ciutat de Mèxic, on es mostra des de llavors. L'adoratori formava part d'un centre cerimonial de la ciutat de Tenochtitlán a la zona que ara correspon als carrers de Pi Suárez i José María Izazaga.
En general, els edificis circulars es dedicaven a Ehecatl-Quetzalcoatl: aquesta és una de les raons que relacionen l'adoratori amb el déu i es confirmà quan es trobà una escultura seua en un dels nivells. L'adoratori fa 10,7 m x 7,6 m x 3,7 m i estava situat en direcció est-oest del pati que tenia escales en tres dels seus costats amb els adoratoris disposats al centre. El pati tenia cel·les d'habitació connectades entre si amb passos exteriors, canals i murs, que junts formaven un gran corredor d'accés des de la calçada d'Iztapalapa a Tenochtitlán.
D'acord amb alguns autors, els adoratoris superposats estan dedicats a déus diferents i foren construïts en tres èpoques diferents. La part inferior és dedicada a Tláloc; la part central a Ehecatl-Quetzalcóatl i és probable que la superior es dedicara a Tezcatlipoca, segons Torquemada.
Encara que l'adoratori no el reconeix l'INAH-Conaculta com a zona arqueològica, és una de les més visitades per la seua ubicació. Es calcula que el visiten 54 milions de persones a l'any.

## Escultura d'Ehecatl-Ozomatli
Al costat de l'estructura es trobaren ofrenes relacionades amb l'adoratori, la més important n'és l'escultura del déu Ehecatl. La peça, tallada en pedra andesítica, representa el déu en forma d'un ozomatli, amb la màscara bucal del déu del Vent. Aquesta representació és poc freqüent i es trobà en molt bones condicions amb alguns dels seus colors originals, d'ací la seua importància històrica i estètica.
Aquesta escultura estava col·locada al peu de l'escala de l'adoratori. És possible que estiga relacionada amb el segon Sol, "Quatre vents": aquesta etapa acabà amb un cataclisme d'huracans i els humans es van convertir en micos. El cos estava pintat de negre; la màscara, part de la cara, les orelles i les mans de roig. La zona dels canells era verda blava amb braçalets de cascavells igual que la conca dels ulls. En ser de color negre, l'ozomatli pot estar relacionat amb Tezcatlipoca. La figura també té dues serps de color negre amb el cap i cròtals roigs: un s'enrosca a la base de l'escultura i li puja per la cama mentre que l'altre és la cua.